# Пригір'ївська сільська рада
Пригі́р'ївська сільська́ ра́да — адміністративно-територіальна одиниця та орган місцевого самоврядування в Високопільському районі Херсонської області. Адміністративний центр — село Пригір'я.

## Загальні відомості
Пригір'ївська сільська рада утворена в 1915 році.
- Територія ради: 52,858 км²
- Населення ради: 917 осіб (станом на 2001 рік)
- Територією ради протікає річка Інгулець

## Населені пункти
Сільській раді підпорядковані населені пункти:
- с. Пригір'я
- с. Кам'янка
- с. Краснівка
- с. Розівка
- с. Свободне

## Склад ради
Рада складається з 14 депутатів та голови.
- Голова ради: Будник Олег Миколайович
- Секретар ради: Алєксєєва Наталя Миколаївна

### Керівний склад попередніх скликань
| Прізвище, ім'я, по батькові | Основні відомості                                                                       | Дата обрання | Дата звільнення |
| --------------------------- | --------------------------------------------------------------------------------------- | ------------ | --------------- |
| Буднік Олег Миколайович     | Сільський голова, 2006 року народження, безпартійний                                    | 26.03.2006   | 31.10.2010      |
| Будник Олег Миколайович     | Сільський голова, 1965 року народження, освіта середня спеціальна, член Народної партії | 31.10.2010   |                 |

Примітка: таблиця складена за даними сайту Верховної Ради України

### Депутати
За результатами місцевих виборів 2010 року депутатами ради стали:

#### За суб'єктами висування
| Суб'єкт висування                                       | Кількість обраних депутатів | %    |
| ------------------------------------------------------- | --------------------------- | ---- |
| Політична партія Всеукраїнське об'єднання «Батьківщина» | 6                           | 42,9 |
| Партія регіонів                                         | 5                           | 35,7 |
| Народна партія                                          | 2                           | 14,3 |
| Самовисування                                           | 1                           | 7,1  |

#### За округами
| № округу                                                | Прізвище, ім'я, по батькові        | Дата визнання обраним | Освіта  | Партійна приналежність                        | Відомості про обраного депутата                                          |
| ------------------------------------------------------- | ---------------------------------- | --------------------- | ------- | --------------------------------------------- | ------------------------------------------------------------------------ |
| Народна Партія                                          |                                    |                       |         |                                               |                                                                          |
| 5                                                       | Алексеєва Наталія Миколаївна       | 02.11.2010            | вища    | член Народної партії                          | Пригір'ївська сільська рада, секретар                                    |
| 8                                                       | Задорожня Наталя Валентинівна      | 02.11.2010            | вища    | член Народної партії                          | Пригір'ївська сільська рада, землевпорядник                              |
| Партія регіонів                                         |                                    |                       |         |                                               |                                                                          |
| 1                                                       | Зубець Микола Миколайович          | 02.11.2010            | середня | член Партії регіонів                          | Пригір'ївський Будинок культури, директор                                |
| 2                                                       | Уланович Олександра Митрофанівна   | 02.11.2010            | середня | член Партії регіонів                          | пенсіонер                                                                |
| 6                                                       | Гнатюк Оксана Вікторівна           | 02.11.2010            | вища    | член Партії регіонів                          | Пригір'ївська загальноосвітня школа І-ІІІ ст., вчитель                   |
| 12                                                      | Катеринюк Петро Миколайович        | 02.11.2010            | середня | член Партії регіонів                          | м. Інгулець, охоронець                                                   |
| 13                                                      | Онищенко Лариса Олександрівна      | 02.11.2010            | середня | член Партії регіонів                          | тимчасово не працює                                                      |
| Політична партія Всеукраїнське об'єднання «Батьківщина» |                                    |                       |         |                                               |                                                                          |
| 3                                                       | Колосінська Світлана Костянтинівна | 02.11.2010            | середня | член Всеукраїнського об'єднання «Батьківщина» | Пригір'ївський дитячий садок, завідувачка                                |
| 4                                                       | Костюк Галина Олександрівна        | 02.11.2010            | середня | член Всеукраїнського об'єднання «Батьківщина» | ПСП «Світоч», пекар                                                      |
| 9                                                       | Жоболда Галина Михайлівна          | 02.11.2010            | середня | член Всеукраїнського об'єднання «Батьківщина» | Пригір'ївська сільська рада, бухгалтер                                   |
| 10                                                      | Соломатова Тетяна Анатоліївна      | 15.11.2010            | середня | член Всеукраїнського об'єднання «Батьківщина» | ПСП «Світоч», бухгалтер                                                  |
| 11                                                      | Сіліна Оксана Миколаївна           | 02.11.2010            | середня | член Всеукраїнського об'єднання «Батьківщина» | ПСП «Світоч», завідувачка току                                           |
| 14                                                      | Бондаренко Анатолій Олексійович    | 02.11.2010            | середня | член Всеукраїнського об'єднання «Батьківщина» | ПСП «Світоч», начальник ПСО                                              |
| Самовисування                                           |                                    |                       |         |                                               |                                                                          |
| 7                                                       | Білоусько Тетяна Василівна         | 02.11.2010            | вища    | член Соціалістичної партії України            | Пригір'ївська загальноосвітня школа І-ІІІ ст., заступник директора школи |

## Населення
Згідно з переписом УРСР 1989 року чисельність наявного населення сільської ради становила 1095 осіб, з яких 504 чоловіки та 591 жінка.
За переписом населення України 2001 року в сільській раді мешкало 911 осіб.

### Мова
Розподіл населення за рідною мовою за даними перепису 2001 року:
| Мова       | Відсоток |
| ---------- | -------- |
| українська | 94,44 %  |
| російська  | 3,93 %   |
| угорська   | 1,20 %   |
| молдовська | 0,44 %   |